# Бородай, Александр Андреевич
Алекса́ндр Андре́евич Борода́й (15 сентября 1946, Днепропетровск — 8 ноября 2019) — советский и украинский художник, член Национального союза художников Украины (с 1975 года). Заслуженный художник Украины (2008).

## Биография
Родился в Днепропетровске. В 1972 году окончил Киевский государственный художественный институт, педагог по специальности Т. Н. Яблонская. Работает в области станковой и монументальной живописи.

## Основные произведения
- Рельефы в Днепропетровском театре оперы и балета (в соавторстве, 1974).
- Росписи в Днепропетровском театре им. Т. Шевченко (1976).
- Станция метро «Выдубичи» (в соавторстве, 1992).
- Серия эмалей «Древнерусские мотивы», «Простые вещи» (1996).
- Композиция «Страшный суд» в нартексе Михайловского Златоверхого собора (1998, восстановление)

## Изображения

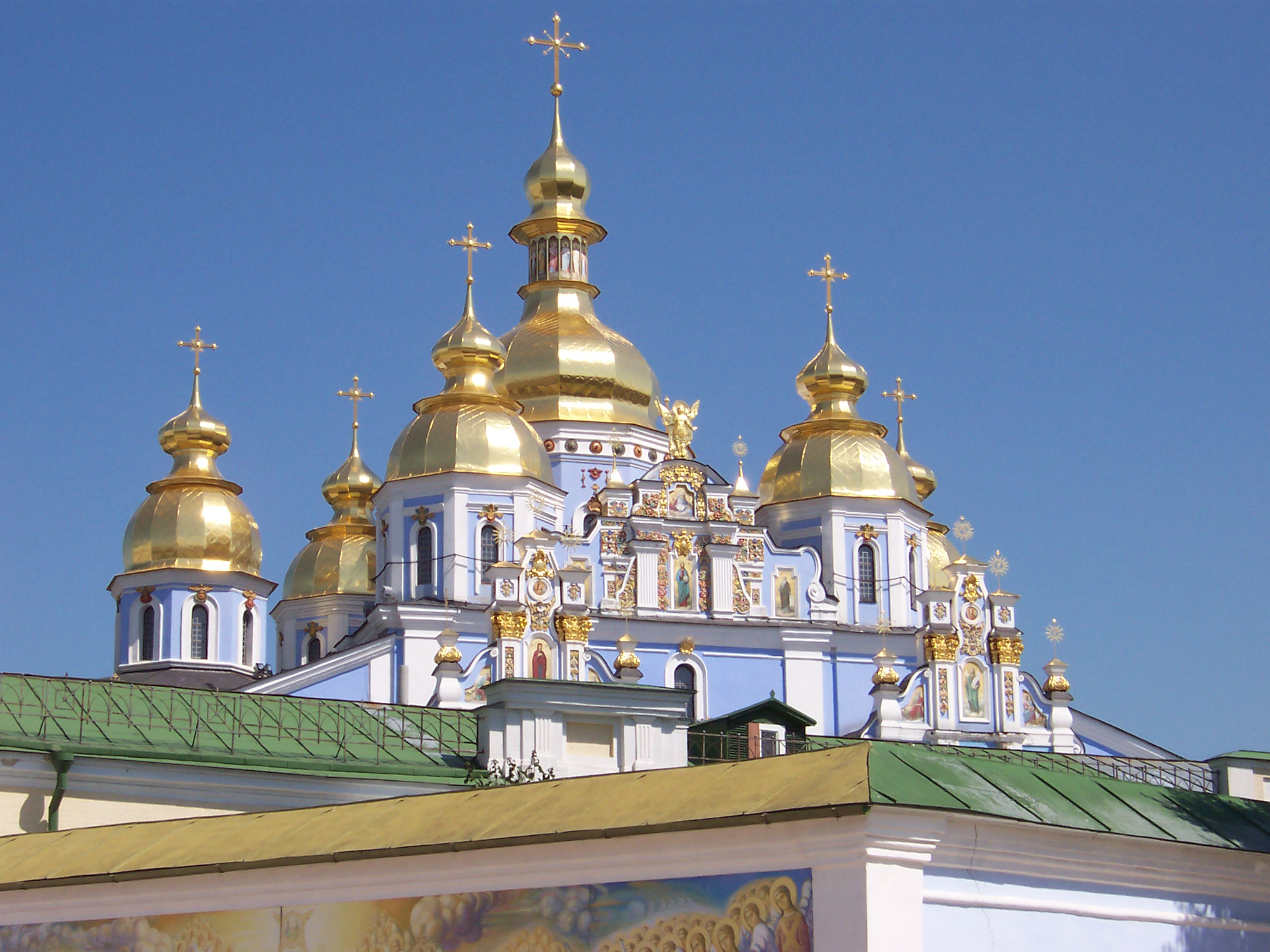
Михайловский собор в Киеве
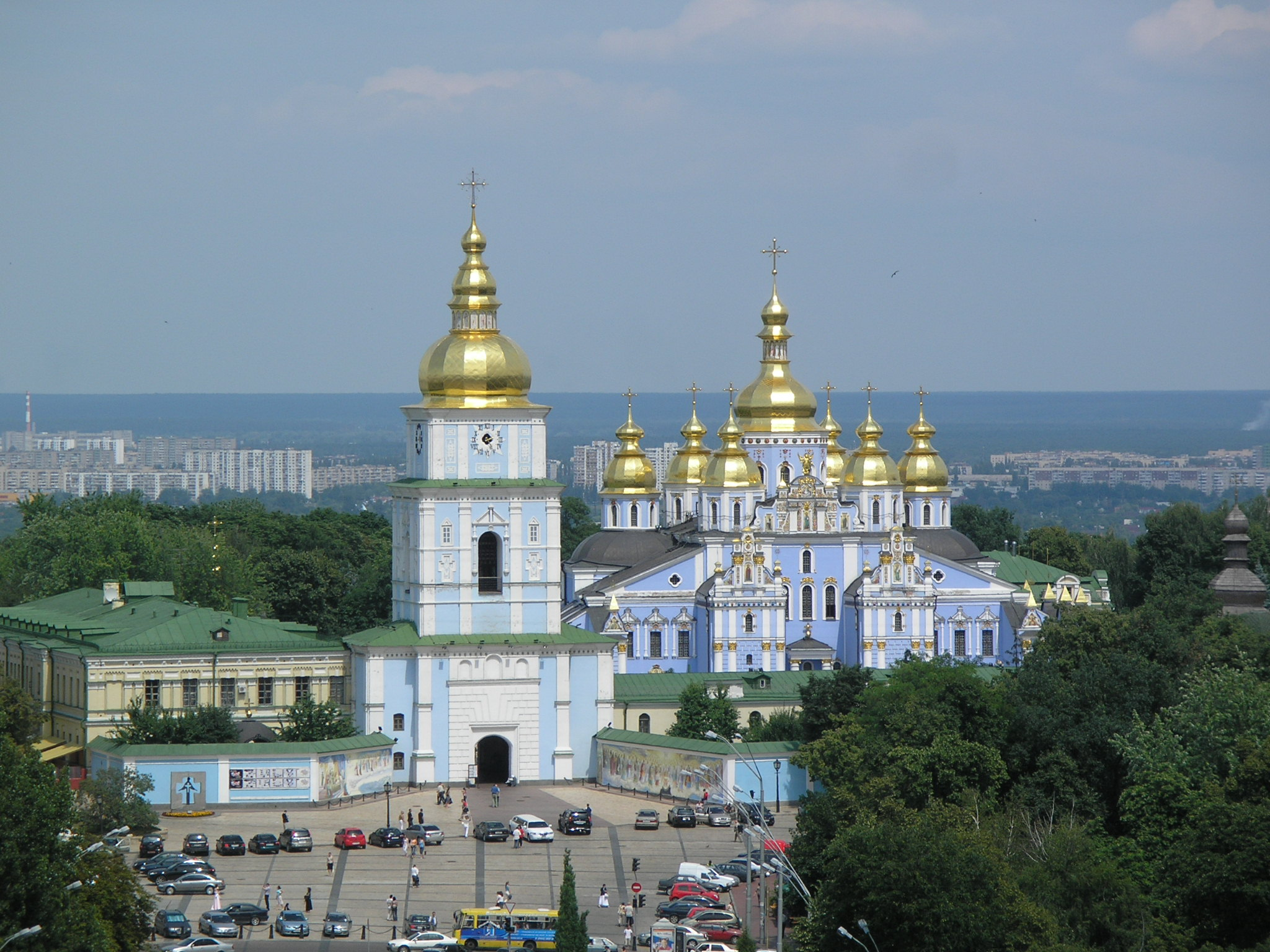
Михайловский Златоверхий собор в Киеве
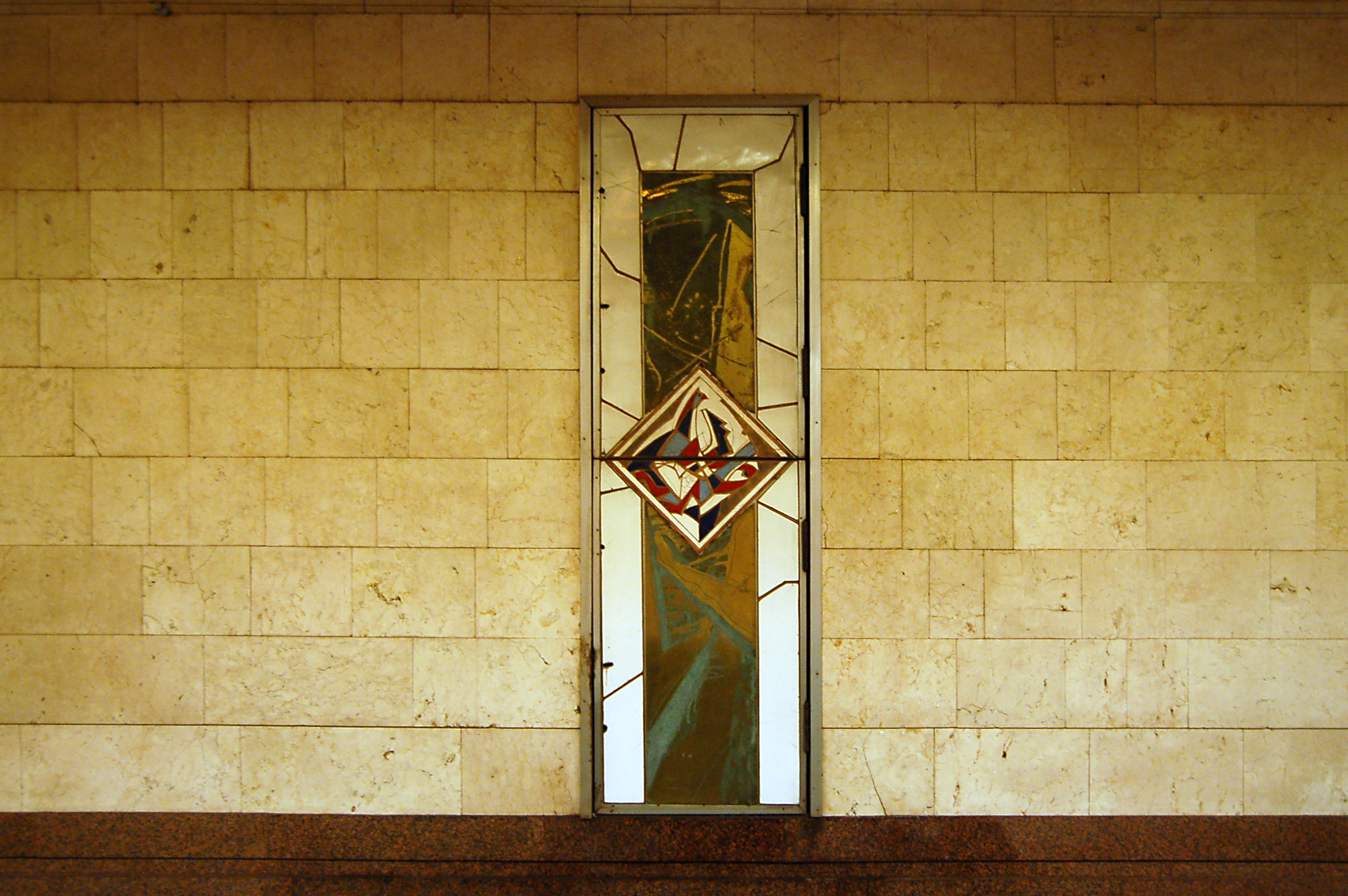
Дверца на путевой стене станции метро «Выдубичи»